# هجوم العمالقة: مكافحة الصواريخ
هجوم العمالقة: مكافحة الصواريخ (進撃の巨人 反撃の狼煙 Shingeki no Kyojin ~Hangeki No Noroshi~) هو مسلسل ويب  ياباني فوق طبيعي، إثارة نفسية. مقتبس من سلسلة مانغا هجوم العمالقة من تأليف هاجيمي إيساياما. وهو مقدمة فيلم هجوم العمالقة لـ 2015.

## القصة
ثلاث حلقات المسلسل على شبكة الإنترنت، على أساس عمل فيلم حي، 'هجوم العمالقة«و» هجوم العمالقة: نهاية العالم'. ويضُمّ  نفس الممثلون. ويحكي قصة جديدة عن الحياة اليومية وأسرار الجنود؛ لا سيما هانجي زوي التي هي باحثة عن العمالقة وتأسيس عتاد الناورات ثلاثية الأبعاد.

## الممثلون
- ساتومي ايشيهارا في دور هانجي زوي
- نانامي ساكورابا في دور ساشا براوس
- شو واتانابي في دور فوكوشي
- رينا تاكيدا في دور ليل
- ايامي ميساكي في دور هيانا
- يوتى هيراوكا في دور ايزورو
- يو كاميو في دور يونوهيرا
- ماكي مايزوي في دور الجندي

## الإنتاج
واعتبارًا من 27 يونيو، تم التأكيد على مشاركة أعضاء نفس الفريق ساتومي إيشيهارا (هانز) ونانامي ساكورابا (ساشا) وشو واتانابي (فوكوشي) ورينا تاكيدا (ليل) وكاميو يو (يونوهيرا) في السلسلة؛ جنبا إلى جنب مع يوتا هيراوكا كطابع أصلي للدراما على شبكة الإنترنت، Izuru. «هانجيكي نو يايبا» (نصل المكافحة)، تم عرضهُ بواسطة فرقة الروك اليابانية وغاكّي باند، تم الكشف عنها كأغنية لهذه السلسلة، وسيتم تضمينه في الألبوم الثاني الكامل للفرقة «ياسوو إماكي» ليتم إصداره في 2 سبتمبر.

## روابط خارجية
- هجوم العمالقة: مكافحة الصواريخ على موقع IMDb (الإنجليزية)
- هجوم العمالقة: مكافحة الصواريخ على موقع كينوبويسك (الروسية)
- هجوم العمالقة: مكافحة الصواريخ على موقع قاعدة بيانات الفيلم (الإنجليزية)